# Нова Романівка
Нова́ Рома́нівка — село в Україні, у Звягельському районі Житомирської області. Населення становить 647 осіб.

## Географія
Селом протікає річка Калюжі, права притока Тні.
На північно-західній околиці села протікає річка Жуківка, права притока Случі.

## Історія
До 1923 року Романовецька Нова, колонія Романівецької волості Новоград-Волинського повіту Волинської губернії. Відстань від повітового міста 7 верст, від волості 3. Дворів 40, мешканців 385.

## Населення

### Мова
Розподіл населення за рідною мовою за даними перепису 2001 року:
| Мова       | Кількість | Відсоток |
| ---------- | --------- | -------- |
| українська | 642       | 99.23%   |
| російська  | 5         | 0.77%    |
| Усього     | 647       | 100%     |

## Пам'ятки
Поблизу села розташований меморіал Пам'яті.